# 大阪歯科大学附属病院
大阪歯科大学附属病院（おおさかしかだいがくふぞくびょういん、英称: Osaka Dental University Hospital）は、大阪府大阪市中央区大手前１丁目にある医療機関。学校法人大阪歯科大学の附属病院である。病院の理念は「私たちは、患者さまの病に共感し、あたたかい医療を提供します」。月に1度、地域住民向けに「健康セミナー」を実施している。

## 沿革
- 1911年（明治44年）12月 - 大阪市北区西野田大野町に大阪歯科医学校設立許可[3]。
- 1913年（大正2年）10月 - 大阪市北区下福島に附属医院開設[3]。
- 1915年（大正4年）6月 - 大阪市南区木津大国町に附属医院移転[3]。
- 1919年（大正8年）1月 - 大阪市南区天王寺鳥ヶ辻に附属医院を新築[3]。
- 1935年（昭和10年）9月 - 大阪市東区京橋に附属医院を竣工移転[3]。
- 1989年（平成元年）12月 - 歯学部病院初のペインクリニック研修指定病院に認定。
- 1997年（平成9年）3月 - 附属病院の一部を解体、鉄筋14階、地下3階建の新病院を竣工開設、現在に至る。

## 診療科
病院の公式サイトに記載されている診療科は以下の通り。
- 内科
- 眼科
- 耳鼻咽喉科
- 歯科
- 保存修復科
- 歯内治療科
- 歯周治療科
- 高齢者歯科
- 補綴咬合治療科
- 口腔外科

- 中央画像検査室（歯科放射線科）
- 矯正歯科
- 小児歯科
- 障がい者歯科
- 口腔インプラント科
- 歯科麻酔科・ペインクリニック
- 口腔診断・総合診療科
- 口腔リハビリテーション科
- 総合診療室

## 施設認定
- 日本口腔外科学会指定研修機関
- 日本がん治療認定医機構認定研修施設
- 日本歯周病学会認定研修施設
- 日本矯正歯科学会臨床研修機関
- 日本障害者歯科学会認定臨床研修施設
- 日本小児歯科学会研修施設

- 日本口腔腫瘍学会研修施設
- 日本歯科麻酔学会指導施設
- 日本顎関節学会認定顎関節症専門医研修施設
- 日本老年歯科医学会認定研修歯科施設
- 日本口腔インプラント学会指定研修施設
- 日本補綴歯科学会認定研修機関

## アクセス
- 京阪電車「天満橋駅」下車[5]。
- 地下鉄谷町線「天満橋駅」下車[5]。